# Fascia poplité
 (décembre 2023).
Si vous disposez d'ouvrages ou d'articles de référence ou si vous connaissez des sites web de qualité traitant du thème abordé ici, merci de compléter l'article en donnant les références utiles à sa vérifiabilité et en les liant à la section « Notes et références ».
Le fascia poplité est une membrane fibreuse du membre inférieur située dans la fosse poplitée.

## Structure
Le fascia poplité ferme la fosse poplitée dans sa partie postérieure.
En haut il est dans le prolongement du fascia lata et en bas il se prolonge par le fascia crural.
Il se dédouble en un feuillet profond et un feuillet superficiel. Entre les deux feuillets se trouve la loge superficielle de la fosse poplitée, en profondeur du feuillet profond se trouve la loge profonde de la fosse poplitée.
La loge superficielle contient du tissu cellulo-graisseux qui enferme la veine petite saphène, des nerfs superficiels (nerf cutané fémoral postérieur, le nerf sural et le rameau communicant fibulaire du nerf fibulaire commun) et le groupe postérieur des nœuds lymphatiques poplités.